# Guillem de Berguedà (videojoc)
Guillem de Berguedà és un videojoc publicat el 1985 a Catalunya. El joc, creat per Joan Argemí, està inspirat en Guillem de Berguedà, senyor feudal i trobador català del segle XII.
Es tracta d'una aventura textual còmica conversacional i d’estratègia ambientada en una Catalunya medieval.
Es van distribuir 5.000 còpies i es considera el primer videojoc en català.